# كريستيان هادزيوسمانوفيتش
كريستيان هادزيوسمانوفيتش (Cristian Hadžiosmanović) (مواليد 9 يوليو 1998) هو لاعب كرة قدم إيطالي المولد من الجبل الأسود يلعب كمدافع لنادي فيديليس أندريا الإيطالي.